# Benshi

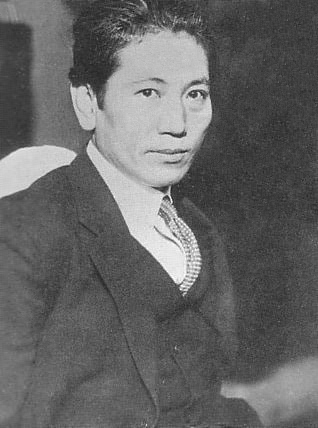
Musei Tokugawa, un famós benshi

Els Benshi(弁士) eren artistes japonesos que van oferir narració en viu per a pel·lícules mudes (tant pel·lícules japoneses com pel·lícules occidentals). Els Benshi de vegades s'anomenen katsudō-benshi(活動弁士) o katsuben (活弁).

## Funció
Les pel·lícules més primerenques disponibles per la pantalla pública van ser produïdes per estudis Occidentals, retratant escenes breus de la vida diària, sovint de durada de menys d'un minut. Així, es va contractar el primer benshi per proporcionar un major valor per als alts preus dels bitllets carregats pels teatres en relació amb altres espectacles públics, alhora que donava context tècnic i cultural al públic. L'operació del projector en si es descriuria abans de l'espectacle, i després les explicacions de la cultura occidental acompanyarien la pel·lícula amb el benshi dempeus al costat de la pantalla. Aquest comentari va ser tant part de l'experiència de teatre com la pel·lícula en si.
En un cas, un benshi va ser capaç d'evitar la censura del govern de The Kiss en descriure el fet de besar en la cultura occidental com una salutació tan casual com un pat a l'esquena. Com que les trames de pel·lícules es van fer més llargues i complexes, el benshi sovint parlava pels personatges en pantalla en estil teatral i jugava diversos papers. A partir de les tradicions dels teatres Kabuki i Noh, la narració del benshi i els comentaris generals van ser una part important de l'experiència cinematogràfica japonesa. El benshi també va proporcionar traducció per a pel·lícules estrangeres (principalment americanes).
Igual que a Occident, les pel·lícules mudes japoneses sovint van ser acompanyades de música en viu (a més del benshi). No obstant això, a diferència de les pel·lícules occidentals, que tendien a tenir un orgue de teatre com a acompanyament, les pel·lícules japoneses tenien una partitura que donava suport als instruments tradicionals japonesos d'una obra kabuki. Com que el benshi actuava sense amplificació externa, van haver de coordinar-se acuradament amb l'orquestra per ser escoltats. En aquella època, els teatres solien tenir una capacitat de 1000 persones, de manera que els exitosos benshi tenien la capacitat de projectar les seves veus en grans espais.
Alguns benshi famosos en l'era silenciosa inclouen Musei Tokugawa (en els teatres Aoikan i Musashinokan), Saburō Somei (en el Denkikan), Rakuten Nishimura, Raiyū Ikoma (en el Teikokukan), Mitsugu Ōkura, i Shirō Ōtsuji.
En la pel·lícula de 1995 Picture Bride, Toshirō Mifune interpreta a un benshi que va viatjar a plantacions de canya del sucre dins Hawaii durant el segle XX primerenc.

## Influència en l'estètica cinematogràfica
A mesura que la indústria cinematogràfica i la forma artística es van desenvolupant al Japó, la presència d'un benshi va arribar a formar part de la pel·lícula. Els benshi llegien els intertítols en pel·lícules mudes i van expressar tots els personatges en pantalla. Potser el més significatiu per als cineastes, els benshi afegirien els seus propis comentaris, explicant el que passava en una presa o descrivint el que havia passat en edicions confuses o transicions sobtades. Alguns benshi eren coneguts per interpretar i afegir a un guió, per exemple recitant poesia per acompanyar un visual mòbil.
A més, era tradicional que el benshi presentés la pel·lícula, fins i tot donant una breu conferència sobre la història de l'escenari. Això significava que els cineastes podien assumir que un narrador en viu, acostumat a la improvisació, seria present en el programa per explicar les escenes o fins i tot explicar les escenes desaparegudes o l'acció no filmada.
Potser perquè la majoria de les primeres pel·lícules japoneses eren simplement obres kabuki adaptades al cinema, lel característic estil benshi interpretava papers fortament influïts pels narradors en kabuki o un cor noh, un estil greu, dramàtic i exagerat. A causa de la influència del kabuki, el públic no es va distreure per un sol benshi que fes papers masculins i femenins, independentment del gènere del benshi.

## Influència en la indústria cinematogràfica
El 1927 hi havia 6.818 benshi, incloent 180 dones. Molts benshi van ser famosos per dret propi i van obtenir una gran aclamació. La presència d'un benshi era l'aspecte de la presentació de la pel·lícula que atreia a l'audiència, més que els actors que apareixien a la pel·lícula, i els cartells promocionals sovint inclourien una foto del benshi que anunciava la pel·lícula.
L'era del cinema mut va durar fins a mitjans de la dècada de 1930 al Japó, en part a causa dels benshi, malgrat la introducció del so en pel·lícules de llarga durada a finals de la dècada de 1920. L'adopció d'aquesta nova tecnologia es va veure frenada per la popularitat i influència dels benshi (a més dels alts costos per als cinemes i les empreses de producció). Encara que la tradició s'ha esvaït en la seva majoria, hi ha alguns benshi actius al Japó (per exemple, Midori Sawato).

## Els benshi en altres cultures
- La tradició benshi va ser adoptada dins Taiwan sota el nom piansu (Chinese: 辯士; Pe̍h-ōe-jī: piān-sū).
- Els Benshi eren presents dins la Corea de la primera dècada del vintè segle on van ser cridats "byeonsa" (변사).[6]

## Noves pràctiques benshi
El concepte subjacent de benshi, la narració en viu del cinema, continua treballant en les pràctiques d'actuació. La pràctica real dels "benshi" és més comunament referenciada en relació amb la narració en viu, en gran part a causa del que va ser i quan la pràctica va ser més formalitzada i finançada. Tal com ho demostren els llistats (a dalt) dels "benshi" en altres cultures, l'art del cinema acompanyat d'un intèrpret en directe era tan internacional aleshores com ara.
Hi ha grups als Estats Units que busquen reviure aquesta forma i continuar explorant les possibilitats d'alterar la forma en l'esperit de l'experimentació des del qual va sorgir la pràctica. De la mateixa manera, s'estan duent a terme nous intents de subvertir les nocions tradicionals de narració i observació de pel·lícules. Alguns artistes interjecten comentaris en pel·lícules, dibuixant un segle de crítica social, sovint presentant pel·lícules populars juntament amb un nou diàleg i una narració destinada a juxtaposar les seves idees amb les del públic. Mentre que alguns han adoptat el terme "Neo-Benshi", altres intèrprets han triat adoptar el títol de "movieteller" com a alternativa. Creuen que posa l'accent en el passat i futur multiculturals de la forma, mentre que convida a experimentar més amb el medi, com una narració en viu de les pròpies pel·lícules, la implementació d'instruments com a dispositius narratius, o qualsevol cas en què un contingent humà intervé entre un públic i una imatge.

## Benshis moderns
- Midori Sawato
- Yuko Saitō
- Ichirō Kataoka
- Raiko Sakamoto
- Mami Sakurai
- Tomoko Komura
- Vainilla Yamazaki